# Жусі (Женева)
Жусі (фр. Jussy) — громада  в Швейцарії в кантоні Женева.

## Географія
Громада розташована на відстані близько 120 км на південний захід від Берна, 12 км на північний схід від Женеви.
Жусі має площу 11,4 км², з яких на 8,1% дозволяється будівництво (житлове та будівництво доріг), 55% використовуються в сільськогосподарських цілях, 36,7% зайнято лісами, 0,2% не є продуктивними (річки, льодовики або гори).

## Демографія
2019 року в громаді мешкало 1241 особа (+8,1% порівняно з 2010 роком), іноземців було 22%. Густота населення становила 109 осіб/км².
За віковим діапазоном населення розподілялося таким чином: 22,6% — особи молодші 20 років, 56,6% — особи у віці 20—64 років, 20,8% — особи у віці 65 років та старші. Було 433 помешкань (у середньому 2,8 особи в помешканні).
Із загальної кількості 379 працюючих 73 було зайнятих в первинному секторі, 58 — в обробній промисловості, 248 — в галузі послуг.